# Грегъри Харалд Джонсън
Грегъри Харалд „Бокс“ Джонсън (на английски: Gregory Harold 'Box' Johnson) е полковник от USAF и астронавт на НАСА, участник в два космически полета. Пилот на последната мисия на космическата совалка Индевър през 2011 г.

## Образование
Грегъри Харалд Джонсън завършва колежа Park Hills High School в Охайо през 1980 г. През 1986 г. получава бакалавърска степен по аерокосмическо инженерство от Академията на USAF, Колорадо Спрингс, Колорадо. През 1985 г. става магистър по същата специалност в Колумбийски университет, Ню Йорк. През 2005 г. получава втора магистърска степен по бизнес администрация от Щатския университет в Остин, Тексас.

## Военна кариера
Грегъри Харалд Джонсън постъпва на активна военна служба през май 1984 г. До 1989 г. е инструктор на самолет Т-38. Става пилот на F-15 Игъл през декември 1990 г. Зачислен е в бойна ескадрила 335. Служи в Персийския залив по време на операция Пустинна буря и извършва 34 бойни полета над вражеска територия. През 1992 г. взема участие в операция Южен патрул, по време, на която извършва 27 полета над територията на Ирак. Завършва школа за тест пилоти в авиобазата Едуардс, Калифорния през 1993 г. В продължение на няколко години работи като тест пилот на F-15 Игъл в експериментална ескадрила 445. В кариерата си има повече от 3500 полетни часа на 40 различни типа самолети. Напуска USAF на 1 февруари 2009 г. и продължава службата си в НАСА като цивилен.

## Служба в НАСА
Грегъри Харалд Джонсън е избран за астронавт от НАСА на 4 юни 1998 г., Астронавтска група №17. Той преминава пълен двегодишен курс на обучение и получава квалификация пилот през 2000 г. Първото си назначение получава през 2001 г. когато е включен в поддържащите екипажи на мисиите STS-100 и STS-108. Взема участие в два космически полета.

### Космически полети
| Космически полети на Грегъри Харалд „Бокс“ Джонсън               | Космически полети на Грегъри Харалд „Бокс“ Джонсън | Космически полети на Грегъри Харалд „Бокс“ Джонсън | Космически полети на Грегъри Харалд „Бокс“ Джонсън | Космически полети на Грегъри Харалд „Бокс“ Джонсън | Космически полети на Грегъри Харалд „Бокс“ Джонсън | Космически полети на Грегъри Харалд „Бокс“ Джонсън |
| №                                                                | Дата                                               | КК                                                 | Емблема на мисията                                 | Функции                                            | Продължителност                                    |                                                    |
| ---------------------------------------------------------------- | -------------------------------------------------- | -------------------------------------------------- | -------------------------------------------------- | -------------------------------------------------- | -------------------------------------------------- | -------------------------------------------------- |
| 1                                                                | 11 март 2008                                       | „Индевър“, мисия STS-123                           |                                                    | Пилот                                              | 15 денонощия 18 часа 12 минути 27 сек.             |                                                    |
| 2                                                                | 16 май 2011                                        | „Индевър“, мисия STS-134                           |                                                    | Пилот                                              | 15 денонощия 17 часа 38 минути 51 сек.             |                                                    |
| Сумарно време в космоса – 31 денонощия 11 часа 51 минути 18 сек. |                                                    |                                                    |                                                    |                                                    |                                                    |                                                    |

## Награди
- Медал за похвална служба (2);
- Летателен кръст за заслуги;
- Въздушен медал (4);
- Медал за похвала на USAF;
- Медал за заслуги на USAF (2);
- Медал за постижения във въздуха (3).